# David Galeano Olivera
David Abdón Galeano Olivera (Asunción, 18 de febrero de 1961) es un lingüista, antropólogo, filólogo y docente paraguayo. Actualmente, es presidente del Ateneo de Lengua y Cultura Guaraní y uno de los iniciadores de la versión guaraní de Wikipedia. En 2017, incursionó en la comunicación científica como columnista del portal Ciencia del Sur.
Es miembro de la Academia de la Lengua Guaraní, donde ocupa el cargo de académico n.º 6. Fue fundador (1978) y expresidente (1979) de la Academia de Lengua y Cultura Guaraní del Colegio Nacional de la Capital.
A lo largo de su trayectoria, ha recibido distinciones por su labor en la promoción y difusión de la lengua guaraní a nivel nacional e internacional. Entre estos reconocimientos: Joven Sobresaliente, otorgado por la Cámara Junior de Asunción; Hijo Dilecto de la ciudad de Asunción (2014); y la Orden Nacional del Mérito en el grado Comuneros, concedida por la Cámara de Diputados de Paraguay.
Fundó la agrupación La Casa del Escritor – Escritor Róga el 19 de mayo de 2012, de la cual es miembro y actualmente presidente.

## Actividades académicas y docencia
Es profesor titular en la Universidad Nacional de Asunción en diversas carreras, como guaraní, obstetricia, enfermería, gestión de la hospitalidad y biología. Se desempeña como profesor titular de metodología de la investigación, antropología cultural, expresión oral y escrita, y sociología paraguaya. Además, es profesor asistente de antropología y profesor encargado de comunicación. Asimismo, ejerce como profesor encargado de lingüística guaraní en el Ateneo de Lengua y Cultura Guaraní, donde también imparte gramática, literatura, didáctica y cultura guaraní, entre otras materias.

## Aportaciones a la lengua y cultura guaraní
Fundó el Ateneo de Lengua y Cultura Guaraní en 1985 y se desempeña como su presidente desde entonces. Es un activista reconocido por su aporte en la promoción y preservación de la lengua y la cultura guaraní, así como en la difusión del acervo cultural paraguayo. Ha organizado eventos académicos, conferencias, seminarios y foros sobre la lengua guaraní en Paraguay.
Es miembro de diversas comisiones de la Universidad Nacional de Asunción y autor de obras sobre la cultura guaraní y paraguaya. Su labor ha sido reconocida con diversos premios tanto a nivel nacional como internacional.
Ha publicado numerosos artículos en periódicos y revistas, y ha presentado ponencias en conferencias y seminarios especializados.

### Libros
Es autor de los siguientes libros, la mayoría de los cuales están escritos en una mezcla entre el idioma español y guaraní:
- Mbo'ehao arapapaha guarani ha España ñe'ēme - Calendario Escolar Bilingüe (1988)
- Jakavere ypykue (15 káso ñemombe'u) (1989)
- Guaraní Rayhupápe mbohapyha (1995)
- Guaraní Rayhupápe irundyha (1995)
- Diferencias gramaticales entre el Guaraní y el Castellano: estudio contrastivo, y su incidencia en la educación (1999)
- Káso Ñemombe'u (1999)
- Antropología - Avakuaaty (2002)
- Guaraní Ñe'ēkuaaty - Lingüística (en) Guaraní (2002)
- Sentimientos - Temiandu Pytu (2002)
- Pukarãmeme (2007)
- Pukarãntevoi (2007)

### Wikipedia y Mozilla Firefox
Galeano Olivera ha sido uno de los iniciadores de Vikipetã, la versión en guaraní de la enciclopedia libre Wikipedia. Fue validador general de la traducción al guaraní del navegador Mozilla Firefox, conocido como Aguaratata.

## Política
Se postuló como candidato a senador por el Partido Patria Querida en las elecciones generales de 2023. Según sus propias palabras, su decisión de incursionar en la política estuvo motivada por la posibilidad de trabajar en el ámbito de la educación y la cultura.

## Vida personal y familiar
Reside en la ciudad de Capiatá junto a su esposa, Sabina, licenciada en lengua guaraní, y sus cuatro hijos: Edgar, Norma, Jorge y Anai.